# Валлер
Валле́р (фр. Wallers [walɛʁs]) — коммуна во Франции, регион О-де-Франс, департамент Нор, округ Валансьен, кантон Сент-Аман-лез-О. Расположена в 10 км к западу от Валансьена, в 5 км от автомагистрали А23.
Население (2017) — 5 526 человек.

## Достопримечательности
- Церковь Святой Варвары 1905—1907 годов, объект Всемирного наследия ЮНЕСКО
- Здание шахты Аранбер

## Экономика
В Валлере на протяжении большей части XX века функционировала шахта Аранбер угольной компании Анзен, закрытая в 1989 году.
Структура занятости населения:
- сельское хозяйство — 1,8 %
- промышленность — 5,7 %
- строительство — 9,8 %
- торговля, транспорт и сфера услуг — 38,3 %
- государственные и муниципальные службы — 44,5 %

Уровень безработицы (2017) — 17,7 % (Франция в целом — 13,4 %, департамент Нор — 17,6 %). 

Среднегодовой доход на 1 человека, евро (2017) — 18 630 (Франция в целом — 21 110, департамент Нор — 19 490).

## Демография
Динамика численности населения, чел.

## Администрация
Пост мэра Валлера с 2008 года занимает Сальватор Кастильон (Salvatore Castiglione). На муниципальных выборах 2020 года возглавляемый им центристский список был единственным.
| Период | Период | Фамилия             | Партия                                        | Примечания                                       |
| ------ | ------ | ------------------- | --------------------------------------------- | ------------------------------------------------ |
| 1965   | 2008   | Клод Ларканше       | Разные правые, Союз за французскую демократию |                                                  |
| 2008   |        | Сальватор Кастильон | Разные правые, Союз демократов и независимых  | техник, вице-президент Совета региона О-де-Франс |

## Ссылки

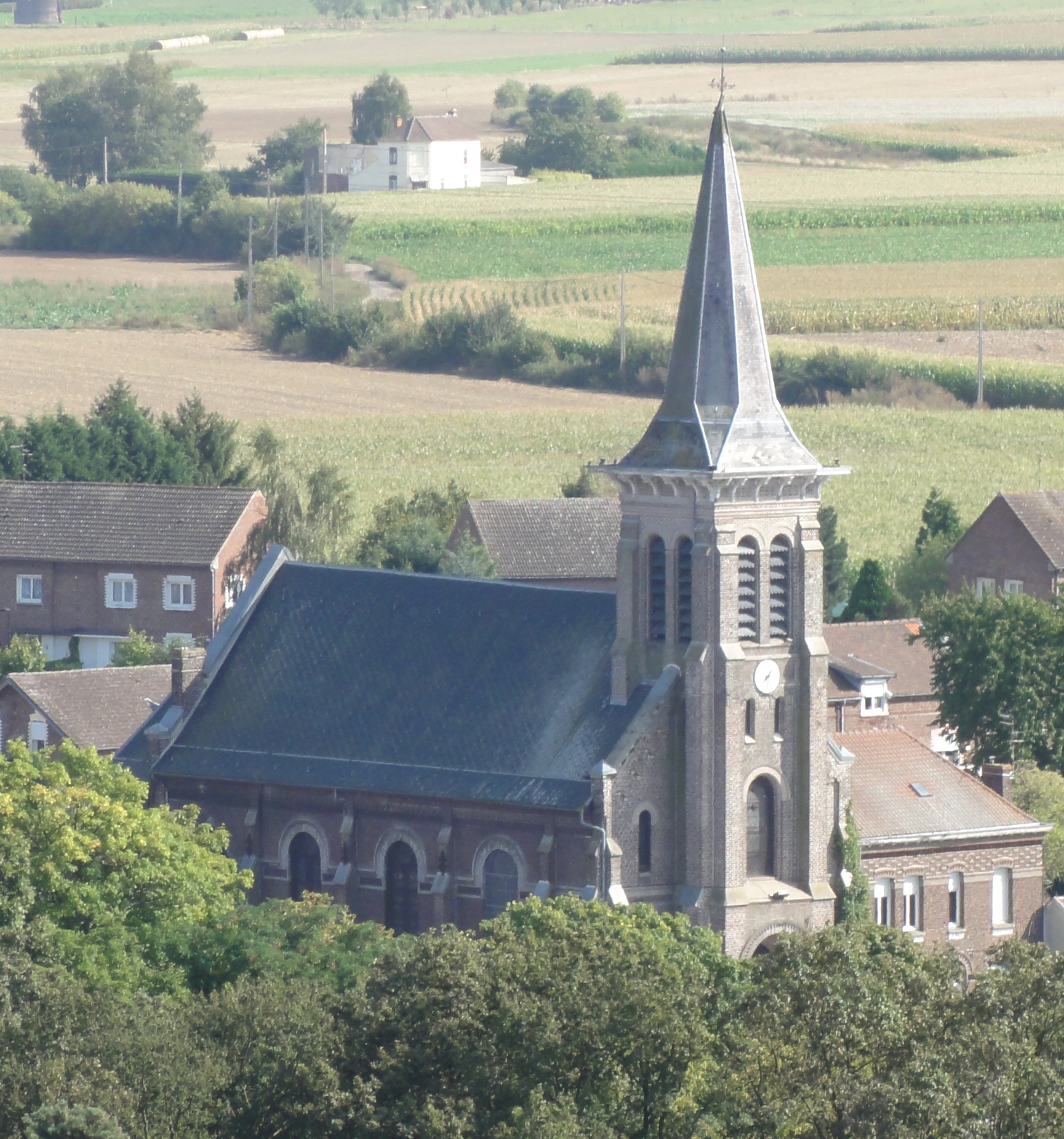
Церковь Святой Варвары